# Марков зид
Марков зид (на македонска литературна норма: Марков Ѕид) е антично и средновековно укрепление в Прилепско, Северна Македония.

## Местоположение
Местността се извисява над североизточния край на село Прилепец, на западния склон на Селечка планина, на 8 km южно от Маркови кули. Представлява доминиращ рид с височина 300 m над Полето (960 m надморска височина) и с отлична видимост наоколо. Западната част е по-ниска и заравнена, под формата на широка тераса, заобиколена от много стръмни склонове. Източната част се издига в скален куп, отделена с тясно седло от планината на изток. Две поройни бразди северно и южно от хълма временно задържат вода, необходима за живота.

## История

### Античност
През Ранната и Късната античност жителите на богатите селища в Полето са търсили убежище на рида Марков зид. Вероятно тогава акрополът е получил каменна стена и е служил за убежище, което се потвърждава от редки археологически находки от онези времена.

### Средновековие
Около терасата в западния край е запазена стена, минаваща по ръба, лежаща върху големите изпъкнали скали. Стената е изградена от камък със слаб хоросан, широка е само 1 – 1,3 m и образува силно начупена линия. Всичко това ясно я определя като късносредновековна зидария. Стената около акропола е напълно срутена и от него са останали само на места след от развалини. В ограденото пространство могат да бъдат открити редки парчета средновековна огнищна керамика и црепни. Няма следи от постоянно пребиваване.
Укрепената зона на Марков зид е с размери над 7 ha (акрополът е с площ 2 ha, а терасата – 5,3 ha). Тази големина е изненадваща, което от своя страна показва, че околностите на Прилеп са били гъсто населени през Късното средновековие. Позицията на крепостта отчасти напомня на Маркови кули над Прилеп, която е от същото време, и вероятно оттам идва и името на тази крепост. И това убежище вероятно е построено след битката при Черномен от 1371 година, когато османцие опустошават тези райони в продължение на няколко десетилетия, преди окончателно да установят властта си в Македония.